# Чаусянська сільська рада
Чаусянська сільська рада (до 2015 року — Ленінська) — орган місцевого самоврядування в Первомайському районі Миколаївської області. Адміністративний центр — село Чаусове Друге.

## Загальні відомості
- Населення ради: 610 осіб (станом на 2001 рік)

## Населені пункти
Сільській раді підпорядковані населені пункти:
- с. Чаусове Друге

## Склад ради
Рада складається з 12 депутатів та голови.
- Голова ради: Біляєв Анатолій Михайлович
- Секретар ради: Ільїна Ганна Євгенівна

### Керівний склад попередніх скликань
| Прізвище, ім'я, по батькові | Основні відомості                                                               | Дата обрання | Дата звільнення |
| --------------------------- | ------------------------------------------------------------------------------- | ------------ | --------------- |
| Біляєв Анатолій Михайлович  | Сільський голова, 1952 року народження, освіта середня спеціальна, безпартійний | 26.03.2006   | 31.10.2010      |
| Біляєв Анатолій Михайлович  | Сільський голова, 1952 року народження, освіта середня спеціальна, безпартійний | 31.10.2010   |                 |

Примітка: таблиця складена за даними сайту Верховної Ради України

### Депутати
За результатами місцевих виборів 2010 року депутатами ради стали:

#### За суб'єктами висування
| Суб'єкт висування           | Кількість обраних депутатів | %    |
| --------------------------- | --------------------------- | ---- |
| Партія регіонів             | 6                           | 50   |
| Самовисування               | 4                           | 33,3 |
| Комуністична партія України | 2                           | 16,7 |

#### За округами
| № округу                    | Прізвище, ім'я, по батькові      | Дата визнання обраним | Освіта             | Партійна приналежність                        | Відомості про обраного депутата                      |
| --------------------------- | -------------------------------- | --------------------- | ------------------ | --------------------------------------------- | ---------------------------------------------------- |
| Комуністична партія України |                                  |                       |                    |                                               |                                                      |
| 11                          | Шумков Олег Георгійович          | 03.11.2010            | середня            | позапартійний                                 | тимчасово не працює                                  |
| 12                          | Ярмульський Борис Петрович       | 03.11.2010            | середня            | позапартійний                                 | пенсіонер                                            |
| Партія регіонів             |                                  |                       |                    |                                               |                                                      |
| 1                           | Бенько Олег Арисович             | 03.11.2010            | середня            | позапартійний                                 | ТОВ «Агрофірма Корнацьких», водій                    |
| 2                           | Богдан Володимир Аркадійович     | 03.11.2010            | середня            | позапартійний                                 | ТОВ «Агрофірма Корнацьких», різноробочий             |
| 3                           | Воскобійник Тетяна Володимирівна | 03.11.2010            | вища               | позапартійна                                  | Чаусівське НВК № 2, вчитель                          |
| 5                           | Золотарьова Наталія Борисівна    | 03.11.2010            | середня            | позапартійна                                  | пенсіонер                                            |
| 9                           | Костенко Віра Миколаївна         | 03.11.2010            | середня            | позапартійна                                  | ДНС «Дзвіночок», помічник вихователя                 |
| 10                          | Обода Тетяна Володимирівна       | 03.11.2010            | середня спеціальна | позапартійна                                  | ТОВ «Агрофірма Корнацьких», різноробочий             |
| Самовисування               |                                  |                       |                    |                                               |                                                      |
| 4                           | Давтян Грач Мнацаканович         | 03.11.2010            | середня            | член Всеукраїнського об'єднання «Батьківщина» | тимчасово не працює                                  |
| 6                           | Ільїна Ганна Євгенівна           | 03.11.2010            | середня спеціальна | позапартійна                                  | Ленінська сільська рада, секретар                    |
| 7                           | Кирилюк Світлана Анатоліївна     | 03.11.2010            | вища               | позапартійна                                  | ТОВ «Агрофірма Корнацьких», начальник відділу кадрів |
| 8                           | Костенко Анатолій Борисович      | 03.11.2010            | середня            | позапартійний                                 | СПД «Тупчій С. М.», зав. Переробним комплексом       |